# Yanglin (socken i Kina, lat 27,96, long 112,49)
Yanglin (kinesiska: 杨林, 杨林乡) är en socken i Kina. Den ligger i provinsen Hunan, i den södra delen av landet, omkring 54 kilometer sydväst om provinshuvudstaden Changsha.
Genomsnittlig årsnederbörd är 1 784 millimeter. Den regnigaste månaden är maj, med i genomsnitt 354 mm nederbörd, och den torraste är oktober, med 38 mm nederbörd.